# Kemal Bilmez
Kemal Bilmez, né le 12 février 1994 à Woluwe-Saint-Lambert, est un homme politique belge, membre du Parti du travail de Belgique (PTB).

## Biographie
Kemal Bilmez nait le 12 février 1994 à Woluwe-Saint-Lambert.
Aux élections législatives fédérales de 2024, Kemal Bilmez est élu à la Chambre des Représentants.